# Samuel C.C. Ting
Samuel Chao Chung Ting (kinesisk: 丁肇中; pinyin: Dīng Zhàozhōng, født 27. januar 1936) er en amerikansk fysiker. Han modtog nobelprisen i fysik i 1976 sammen med Burton Richter fra Stanford Linear Accelerator Center, for opdagelsen af den subatomare partikel J/ψ meson, mens han arbejdede på Brookhaven National Laboratory. Han er medgrundlægger og primær efterforsker for det internationale Alpha Magnetic Spectrometer-eksperiment til over $2 mia., der blev installeret på Den Internationale Rumstation den 19. maj 2011.